# Дона Думитру Симиникэ
До́на Думи́тру Симини́кэ (рум. Dona Dumitru Siminică, 13 сентября 1926, Теиш, Королевство Румыния — 27 ноября 1979, Бухарест, Социалистическая Республика Румыния) — румынский скрипач и певец, исполнитель лэутарской музыки.
Известен своим уникальным высоким голосом и мелизматическим стилем исполнения. С конца 1950-х годов и до конца жизни активно записывался на румынской студии звукозаписи Electrecord.

## Биография
Симиникэ родился в деревне Теиш недалеко от города Тырговиште, вблизи Бухареста. Он был сыном цыганского скрипача-лэутара Никулае Добрикэ, у которого и научился играть на скрипке. Отец также работал каменщиком — ремеслу, которому обучался и Дона Думитру. Именно ради работы в строительной сфере в 1933 году семья в составе большой группы односельчан переехала в Бухарест. Теишане, как они себя называли в Бухаресте, в родном селе работали каменщиками, по выходным — лэутарами. В столице они поселились компактно, работали на строительстве Дворца Виктория, будущей правительственной резиденции. Среди них также были родители будущих известных лэутаров — Ромики Пучану и братьев Аурела и Виктора Горе. В 1946 году он закончил двухлетнюю школу строителей. К 1950 году становится начальником строительного участка, однако все больше времени уделяет музыке.
Дона Думитру Симиникэ скончался от сердечного приступа 27 ноября 1979 года в своей квартире в Бухаресте в возрасте 53 лет. Похоронен на кладбище Херэстрэу в Бухаресте.

## Музыкальная деятельность
В 1952 году Симиникэ возглавил тараф лэутаров на площади Амзей в Бухаресте, а через пять лет — аналогичный коллектив на площади Святого Георгия.
В 1956 году он впервые выступил на радио. В 1958 году дебютировал на студии Electrecord с шеллаковой пластинкой, содержащей композиции Lelea cu coadele lungi и A bre nane, a bre dade в сопровождении оркестра под управлением Раду Войнеску. Эти же песни были переизданы на его первом виниловом мини-альбоме (EP, 17 см), записанном совместно с певцом Фэникэ Вишаном: одна сторона пластинки содержала композиции Вишана, другая — Симиникэ. Оба исполнителя были среди немногих, кто в коммунистический период получил разрешение исполнять песни на языке романи́.
В дальнейшем Симиникэ выпустил много пластинок на 78 и 33 оборота на студии Electrecord в сопровождении тарафов Аурела Горе, Николае Бэлуцэ, Иона Мэрджана и других. Он сотрудничал с такими известными артистами, как Фэрымицэ Ламбру, Мария Тэнасе и Габи Лункэ. Лишь в 1979 году он записал свой единственный полноформатный LP-альбом Inel, inel de aur с оркестром под управлением Николае Стана.
В 1970—1976 годах Симиникэ записывался для новогодних передач румынского телевидения.
Почти все его записи были сделаны с участием малых тарафов, что позволило ярче раскрыть особенности его вокала: тёплый тембр, высокий регистр, частое использование фальцета и развитую мелизматическую орнаментацию. Хотя он был и талантливым скрипачом, наиболее известным стал как вокалист, исполняющий городские лэутарские песни (рум. cântece de mahala).

Американский этномузыколог Роберт Гарфиас написал о манере исполнения некоторых городских певцов-лэутаров, включая Симиникэ:
«Одной из важных особенностей исполнения, используемой городскими певцами-ромами в Румынии, является выбор тонкого, лёгкого тембра голоса, который позволяет изящно исполнять тонкую орнаментику мелодии, столь любимую ими. Этот лёгкий, мелодичный голосовой тембр, возможно, не производит сразу впечатление чего-то „турецкого“ на слух. …Певцы-мужчины, использовавшие… высокий и тонкий вокальный стиль — явление, не имеющее известных аналогов в румынской народной музыке, но вполне привычное для старинной греко-турецкой традиции».
В исполнении Дона Думитру Симиника известной стала песня La șalul cel negru, основанная на румынском переводе так называемой «молдавской песни» Александра Пушкина — Чёрная шаль. Перевод был опубликован в 1837 году молдавским писателем Константином Негруцци. Автор музыки неизвестен.

## Дискография
Дискография Дона Думитру Симиникэ и записи его выступлений на румынском телевидении представлены в отдельной статье в румынской Википедии. Также дискография исполнителя доступна на музыкальной базе данных Discogs.

### Комментарии
1. ↑  рум. Niculae Dobrică. В 1937 году Константин Брэилою записал в Бухаресте дуэт Никулае Добрикэ (скрипка) и Василе Бурсук (кобза) из Теиш (Dobrică, 1937).
2. ↑  рум. Teişanii.
3. ↑  рум. Cimitirul Herăstrău.
4. ↑  С румынского: «Кольцо, золотое кольцо».

## Видео
- Dona Dumitru Siminică. La șalul cel negru (рум.). YouTube. Electrecord.
- Dona Dumitru Siminică. Playlist: Inel, inel de aur. YouTube. Electrecord.
- Dona Dumitru Siminică (live). S-a dus puiul de la mine (рум.). YouTube. TVR (1973).
- Dona Dumitru Siminică (live). Cântece de petrecere (Neică, cin' m-a despărțit de tine) (рум.). YouTube. Arhiva TVR (1976).